# Mesto (DJ)
Melle Stomp, född den 30 september 1999, bättre känd som Mesto, är en nederländsk DJ och musikproducent. Stomp slog igenom efter hans samarbete med Martin Garrix på låten "WIEE".

## Historia

### Uppväxt
Stomp föddes den 30 september 1999 i Amstelveen, Nederländerna.När han fyllde 6, började han spela violin.När han fyllde 11, började han spela trummor och blev intresserad av att producera musik. Hans intresse för deep house och future house musik växte när han hörde låten "Gecko" av Oliver Heldens och lärde sig själv genom videor på YouTube.Vid 14 års ålder, laddade han ner FL Studio och började producera musik. Han började producera deep house musik, men hoppade över till harder house, såväl som future house. Stomp studerar musik på Herman Brood Academy, en musikskola i Utrecht, samma skola som Martin Garrix och Julian Jordan gick på.

### Musik karriär
År 2014, när Stomp var 15 år gammal, släppte han sin första singel "Go!" som han arbetat på med Alex Ranzino. Kort efter släppte han en remix med Benfield av låten "Rude", en singel av Magic!. Därefter samarbetade han med Mike Williams och de gjorde en bootleg av låten "Raise Your Hands" av Ummet Ozcan. År 2015 släppte Mesto flera låtar, först kom "New York", därefter "Tokyo" och sist "Rio". I april samma år, släppte han en bootleg av "Lean On" av Major Lazer och DJ Snake. Det var inte först efter Mesto fick chansen att arbeta med Martin Garrix på låten "Bouncybob" som släpptes den 31 december 2015.
Den 6 januari 2016 spelade Mesto tillsammans med Martin Garrix och Justin Mylo på Bij Igmar SLAM!.Den 10 oktober 2016 skrev Mesto kontrakt med Spinnin' Records och samma månad släppte han låten "WIEE" som han arbetat på tillsammans med Martin Garrix. År 2017 arbetade han tillsammans med Curbi och släppte låten "Bruh", som skulle bli hans första singel genom skivbolaget "Musical Freedom" som ägs av Tiësto. Den 10 juli 2017 släppte Mesto singeln "Chances" med vokalisten Brielle Von Hugel.

## Diskografi

### 2020
- The G.O.A.T

### 2019
- Back & Forth
- Can't Get Enough
- Leyla
- Your Melody
- Never Alone
- Don’t Worry

### 2018
- Wait Another Day
- Missing You
- Give Me Love
- Save Me
- Coming Home

### 2017
- Chances
- Bruh
- Step Up Your Game
- Chatterbox

### 2016
- WIEE

### 2015
- Bouncybob
- Tetris
- Rio
- Tokyo
- New York
- Go!